# CariDee English
CariDee English (Fargo, Dakota del Norte, Estados Unidos; 23 de septiembre de 1983) es una modelo y personalidad de televisión conocida por ser la ganadora del ciclo 7 de America's Next Top Model en diciembre de 2006. Sus premios fueron un contrato de $100.000 con cosméticos CoverGirl, un contrato de modelaje con Elite Model Management, y una editorial de seis páginas y la portada para la revista Seventeen. Ella es la primera rubia natural en ganar ANTM y la segunda ganadora de Dakota del Norte, siendo la primera Nicole Linkletter del ciclo 5. English fue también la presentadora del estreno más grande hasta la fecha de la cadena Oxygen, Pretty Wicked.

## Vida cotidiana
English fue nombrada por su hermano. Su nombre proviene del personaje Carrie de Little House on the Prairie (La familia Ingalls) y del nombre de su abuela, Dee. CariDee declaró que trabajó como fotógrafa antes de aparecer en America's Next Top Model. Ella padeció de psoriasis desde los 15 años, y creía que su sueño de convertirse en una modelo era inalcanzable. Sin embargo, un médico le recomendó Raptiva, un medicamento que CariDee se inyecta semanalmente con el fin de ayudar a controlar la enfermedad de la piel. Aunque es eficaz, no puede curar de forma definitiva la psoriasis. Fue modelo del Academie Agencie en Fargo, Dakota del Norte, desde 2001. Asimismo, asistió a la Millie Lewis Actors Models and Talent Competition en 2002, y logró un lugar en el Mega Models en Miami, Florida, para el verano de 2003 y volvió a Fargo al final de la temporada.

## Participación enAmerica's Next Top Model
Durante un reto en el programa, CariDee ganó una papel en la serie de The CW One Tree Hill. A diferencia de otras concursantes, a English le tocó un papel importante, y por ende filmó una gran variedad de escenas. Asimismo, durante un episodio del Ciclo 7 de ANTM, CariDee confesó que había intentado suicidarse una vez. Ella fue muy criticada cuando le hizo una broma de mal gusto a Nigel Barker, durante una sesión de fotos con toros en Barcelona. La rubia le dijo: "¿Has removido eso de tu enorme trasero?", refiriéndose a una larga vara que Barker tenía sujeta y era parte de la sesión. Sin embargo, más adelante, CariDee ha confesado que esa fue una broma que él la celebró y no fue tan grave. Si bien durante su participación en la sesión denominada "Las ninfas del agua" sufrió de hipotermia; CariDee ha atribuido tales síntomas a los efectos secundarios de la Raptiva, que incluyen la disminución del sistema inmunológico. Hubo una pequeña polémica durante la serie. En un episodio se muestra a English conversando con su novio. Para el siguiente capítulo, en el que las chicas fueron a cenar con unos modelos masculinos en Barcelona, se ve a CariDee besando apasionadamente a uno de ellos. La modelo ha declarado que en aquel momento, tanto ella como su novio estaban saliendo con otras personas, y que más adelante se reconciliaron y volvieron a entrablar una relación. A lo largo de la competencia, los jueces se mostraron un tanto "asustados" con respecto a la hiperactiva personalidad de CariDee. Asimismo, fue comparada con Karolína Kurková y Rebecca Romijn, por su enorme belleza blonda. En las primeras etapas del ciclo, los jueces consideraban que su personalidad era lo mejor que tenía, sobre todo durante el reto en el que las chicas debían expresar un verbo y un adverbio (a CariDee le correspondió "ocultarse mareadamente" - "Hide dizzily"), donde la rubia hizo estallar muchas sonrisas por parte del panel. No obstante, conforme avanzó la competición, los jueces notaron que CariDee era algo inestable, y se preguntaron si una chica con esas características podría representar a ANTM y CoverGirl. Sin embargo, en la "season finale" logró derrotar a Melrose Bickerstaff, y se coronó como la ganadora del ciclo 7 de America's Next Top Model. A principios de 2008, CariDee fue votada como una de las más memorables concursantes en AOL Entertainment Canadá. "Con un impecable cuerpo y belleza clásica", dicen, "fue la primera concursante que todos sabían que iba a ganar desde el primer episodio".

## Vida después deAmerica's Next Top Model

### Moda
Ella apareció en uno de los segmentos del semanario de CW "My life as a CoverGirl". En 2007, apareció en un anuncio de CoverGirl Eye junto a la ganadora del sexto ciclo, Danielle Evans. Regresó a ANTM durante la final del octavo ciclo para asesorar a las tres últimas concursantes y para abrir el desfile. CariDee, Danielle Evans, Eva Pigford y Jaslene González son las únicas ganadores de ANTM que han renovado sus contratos con CoverGirl. CariDee ha participado en la tapa de las revistas Social Life y Cover con las modelos Naima Mora y Danielle Evans. Ha modelado para Wedding Style, JC Penney, Stephenson Denim, Johnny P. Shoes, American Salon, Bisou Bisou, Matrix Professional Colors en Cosmopolitan y en la campaña "Heart on My Sleeves" de Aubrey O'Day, de Danity Kane. Ha aparecido en las siguientes revistas: Seventeen, en febrero de 2007; In Touch, en marzo de 2007; Social Life, en primavera de 2007; Inked Magazine, en otoño de 2007, y Loops&Pluto. Ha participado asimismo en los desfiles de: J. C. Penney, Carlos Campos, Renee Larc, Jordi Scott, Jill Sander, Snoopy in Fashion, GM Style Auto Show, New York Fashion Week 2008, Honduras Fashion Week, L'Oréal Fashion Week, de Toronto, y The Estate's New Year's Eve Lingerie Show.

### Trabajo en televisión
CariDee participó en las series One Tree Hill y Gossip Girl. Asimismo, coanimó el programa MTV's Scarred, que se transmitió en abril de 2009. Ha aparecido varias veces en el Tyra Banks Show y ha participado en diversos especiales del programa referidos a ANTM.

### Filantropía y derechos de los animales
English es una portavoz de la National Psoriasis Foundation, que difunde el conocimiento sobre la psoriasis y estimula al público a buscar tratamientos. CariDee dice que fue muy desdichada cuando de joven padeció la psoriasis debido a las burlas de sus compañeros de escuela. Hoy en día, su "maldición" es su causa. "La psoriasis es muy importante para mí. Quiero que otras personas con la enfermedad sepan que no están solas. Quiero inspirarlas a vivir sus sueños", dijo English. También ha celebrado un congreso sobre la exposición informativa sobre psoriasis el 11 de junio de 2007. CariDee también ha tomado parte en un vídeo contra la caza de focas, expresando su condena a este tipo de acciones pro-violencia animal.